# Tratti mendeliani negli esseri umani
Secondo la teoria della eredità mendeliana un bambino che riceve un allele dominante da uno dei due genitori, avrà la forma dominante del tratto stesso. Soltanto quelli che hanno ricevuto l'allele recessivo da entrambi i genitori si presentano con il fenotipo recessivo. I tratti puramente mendeliani sono una piccola minoranza di tutti i tratti, dato che la maggior parte dei tratti fenotipici mostra dominanza incompleta, codominanza e contributi da molti geni.

Lobi delle orecchie attaccati, creduti in precedenza derivati di un fenotipo recessivo.

Il fenotipo recessivo può teoricamente saltare qualsiasi numero di generazioni, restando latente nell'eterozigote degli individui "portanti" fino a quando essi non hanno figli con qualcuno che possiede anche l'allele recessivo ed entrambi li trasmettano ai loro figli.

## Esempi
Questi tratti includono:
- Abilità di sentire il gusto della feniltiocarbammide (recessivo)
- Abilità di sentire l'odore (generalmente percepito come simile a quello di mandorle amare) dell'acido cianidrico
- Starnuto riflesso fotico (dominante)
- Brachidattilia (ovvero la scarsa lunghezza di dita delle mani e dei piedi)
- Cerume umido (dominante) o secco (recessivo)
- Lentiggini sul volto (dominante)
- La malattia di Huntington (dominante)
- Albinismo (recessivo)

## Tratti precedentemente creduti come Mendeliani
Alcuni tratti sono stati precedentemente creduti come Mendeliani, ma la loro ereditarietà è oggi ritenuta come basata, probabilmente, su modelli genetici più complessi, che coinvolgono probabilmente più di un gene. Questi includono:
- Colore dell'iride: marrone o nero (dominante), verde, azzurro o grigio (recessivo)
- Colore dei capelli: castano o nero (dominante), biondo o rosso (recessivo)
- Sindrome di Morton (metatarso accorciato rispetto a quello che lo segue): accorciato (dominante), non accorciato (recessivo)
- Colorazione delle macchie cutanee della pelle nell'essere umano: cresce dei pigmenti nella cute umana delle anomale quantità di nei soprattutto sul viso in ampie quantità sulle braccia, sul torace sulla schiena varie parti del corpo umano ecc... per via anche dei innumerevoli fattori ambientali: poco visibili (dominanti), molto visibili (recessive)
- Capacità di arrotolare la lingua: presente (dominante), assente (recessiva)
- Picco della vedova: a punta (dominante), assente (recessivo)
- Pollice dell'autostoppista: ricurvo (dominante), non ricurvo (recessivo)
- Fossetta sul mento: presente (dominante), assente (recessiva)
- Lobi dell'orecchio: liberi (dominanti), attaccati alla testa (recessivi)
- Forma del naso: a patata (dominante), a punta (recessivo)
- Capacità di muovere le orecchie: assente (dominante), presente (recessivo)
- Dita dei piedi: staccate tra loro (dominanti), attaccate tra loro (recessive)
- Direzione del mento: parallelo alla testa (dominante), leggermente curvato in avanti (recessivo)
- Colorazione bianca dei capelli durante l'invecchiamento: ritardata (dominante), anticipata (recessiva)
- Vene delle braccia: poco visibili (dominanti), molto visibili (recessive)
- Invecchiamento della pelle durante la crescita avanzata: ritardata (dominante), anticipata (recessiva)
- Zigomi: bassi (dominanti), alti (recessivi)
- Carnagione (normale senza abbronzature o imbiancamenti che si ha di proprio carattere): scura (dominante), chiara (recessiva)